# Paltynosa (gmina)
Paltynosa (rum. Păltinoasa) – gmina w Rumunii, w okręgu Suczawa. Obejmuje miejscowości Capu Codrului i Paltynosa. W 2011 roku liczyła 4909 mieszkańców.